# Batman határtalanul: Féktelen ösztönök
A Batman határtalanul: Féktelen ösztönök (eredeti cím: Batman Unlimited: Animal Instincts) 2015-ben bemutatott amerikai animációs akciófilm, amelynek a rendezője és producere Butch Lukic, a zeneszerzője Kevin Riepl, az írója Heath Corson. A film a DC Entertainment és a Warner Bros. Animation gyártásában készült, a Warner Home Video forgalmazta. 
Az Amerikai Egyesült Államokban 2015. május 12-én debütált.

## Szereplők
| Szereplő                     | Színész              | Magyar hang        |
| ---------------------------- | -------------------- | ------------------ |
| Bruce Wayne / Batman         | Roger Craig Smith    | Welker Gábor       |
| Oliver Queen / Zöld Íjász    | Chris Diamantopoulos | Stohl András       |
| Dick Grayson / Éjszárny      | Will Friedle         | Magyar Bálint      |
| Barry Allen / Villám         | Charlie Schlatter    | Moser Károly       |
| Tim Drake / Vörös Robin      | Yuri Lowenthal       | Baráth István      |
| Oswald Cobblepot / Pingvin   | Dana Snyder          | Kassai Károly      |
| Waylon Jones / Gyilkos Krok  | John DiMaggio        | Sarádi Zsolt       |
| Ezüsthátú                    | Keith Szarabajka     | Háda János         |
| Barbara Minerva / Gepárd     | Laura Bailey         | Bogdányi Titanilla |
| Alfred                       | Alastair Duncan      | Rosta Sándor       |
| James Gordon rendőrfelügyelő | Richard Epcar        | Kárpáti Levente    |
| Kirk Langstrom               | Phil LaMarr          | Tarján Péter       |
| Gladys Windsmere             | Amanda Troop         | Szórádi Erika      |